# Microsoft Windows 10 Mobile/Versionsgeschichte
In der Versionsgeschichte von Microsoft Windows 10 Mobile sind die Versionen des Betriebssystems Windows 10 Mobile von Microsoft aufgelistet, inklusive Vorschauversionen, die nur durch das Insider-Programm zugänglich wurden.
Eine Auflistung der offiziellen Updates findet man im Hauptartikel Microsoft Windows 10 Mobile.

## Versionen

### November Update – Version 1511
| Legende: | Ältere Version; nicht mehr unterstützt | Ältere Version; noch unterstützt | Aktuelle Version | Aktuelle Vorabversion | Zukünftige Version |

| Versionsnummer                | Erscheinungsdatum | Neue oder verbesserte Funktionen |
| ----------------------------- | --- | --- |
| 9941.12498                    | Fast- und Slow-Ring: 12. Februar 2015                                                                                                   | Oberfläche - Die Kacheln sind nun bei der Einstellung eines Hintergrundbildes nicht mehr durchsichtig, sondern halbtransparent und in einer aus dem Hintergrundbild bestimmten Akzentfarbe eingefärbt - Die Live-Tiles können nun im Hochformat ausgerichtet werden - Neues Design für die Kontextmenüs Benutzererfahrung - Benachrichtigungen können nun erweitert werden - Es ist nun möglich, entsprechende Interaktionen direkt in der Benachrichtigung durchzuführen wie z. B. direktes Antworten auf Nachrichten - Benachrichtigungscenter mit mehr Schnelleinstellungen - Die App-Liste ist nun mit dem Hintergrundbild unterlegt und enthält nun eine Übersicht über die zuletzt installierten Apps - Die Tastatur enthält nun einen virtuellen Trackpoint und einen Button für die Spracheingabe - Benachrichtigungen können nun zwischen Windows 10-Geräten synchronisiert werden - Hält man eine der Schnelleinstellungen im Benachrichtigungscenter gedrückt, öffnen sich nun das entsprechende vollständige Menü - Man wird nun über Ereignisse im Terminkalender informiert, auch wenn das Gerät ausgeschaltet ist Sicherheitsaspekte - Einführung einer Geräteverschlüsselung Apps - Neuer Datei-Explorer - Der Internet Explorer-Mobile enthält nun die EdgeHTML-Engine - Die Kamera-App wurde nach dem Vorbild der Lumia Camera-App überarbeitet „Universal-Apps“ Angeglichen an die Desktop-Variante nach dem Modell der „Universal-Apps“ wurde unter anderem: - Die Wecker, die Uhrenapp und die Stoppuhr-Modi wurden angeglichen und eine Weltzeituhr ergänzt - Die Rechner-App - Die Foto-App mit einer automatischen Synchronisation mit OneDrive sowie Fotosammlungen und automatischen Qualitätsverbesserungen der Fotos - Das Einstellungsmenü - Es gibt nun eine Soundrekorder-App |
| 10.0.12534.56 (Build 10051)   | Fast-Ring: 10. April 2015 | Benutzererfahrung - Die Tastatur kann nun verkleinert oder nach links oder rechts verschoben werden um die einhändige Bedienung auf Modellen mit größeren Displays zu erleichtern. - Unterstützung für Benachrichtigungs-LEDs, es kann außerdem festgelegt werden bei welchem Ereignis sie Aktiv werden soll - Unterstützung für die Texteingabe in Handschrift in Textverarbeitungsprogrammen und Erkennung dieser - Möglichkeit der Spracheingabe in jedem Datenfeld - Möglichkeit, den primären auf dem Gerät eingerichteten Microsoft-Account zu löschen, ohne das komplette Gerät zurücksetzen zu müssen - Möglichkeit, die Schwelle für die automatische Aktivierung des Energiesparmodus beliebig zwischen 5 und 60 % einzustellen - Ein Kontakt kann nun bereits alleine durch das Eingeben der ersten Ziffern der Rufnummer ausgewählt und angerufen werden (Smart dialing) - Der App Switcher wurde überarbeitet und enthält nun 15 nach Häufigkeit der Nutzung sortierte Apps und eine neue, tabellenartige Ansicht für Geräte mit großem Display Sicherheitsaspekte - Es kann nun bestimmt werden, welche Apps Zugriff auf den eigenen Standort bekommen sollen Apps Neue Apps sind unter anderem: - Die Karten-App mit Kartendaten von HERE Drive, einer Integration des Sprachassistenten Cortana und einer vollständigen Turn-by-Turn-Navigation mit Onboard-Kartendaten. - Die Musik-App enthält nun eine Synchronisierungsmöglichkeit mit OneDrive für Musik und Playlisten. - Die Outlook-App und die Outlook Calendar-App wurde eingeführt - People-App, die alle Kontakte aus sozialen Netzwerken sammelt und diese mit allen verknüpften Windows 10-Geräten synchronisiert - Die Telefon- und Messaging-App wurde neu gestaltet - Die neue Browser-App Project Spartan |
| 10.0.12534.59 (Build 10052)   | Fast-Ring: 21. April 2015 | Bugfixes - Bugfix in der Anwendung für den Sucher der Kamera - Behebung eines Fehlers in der Datenverbindung - Es sind nun wieder unterschiedliche Sprachversionen der Tastatur herunterladbar - Behebung eines Fehlers, der zum Einfrieren einiger Geräte nach dem Eingeben der PIN führte - Behebung eines Fehlers im Flugmodus - Behebung eines Fehlers, der zur Löschung der MMS-Einstellungen nach dem Installieren der Preview führte |
| 10.0.12562.84 (Build 10080)   | Fast-Ring: 14. Mai 2015 | Oberfläche - Neue Akzentfarben - Neue Animationen der Live-Tiles - Die Transparenz des Hintergrunds kann nun eingestellt werden - Die Kacheln können nun wie bei Windows Phone 8.1 transparent sein Benutzererfahrung - Die Sprachversion der Tastatur kann nun durch Streichen der Leertaste geändert werden - Durch langes Drücken auf die Buchstaben Q, W, E, R, T, Z, U, I, O und P können nun die Nummern von 0–9 eingegeben werden Unterstützung für neue Technologien - Es werden nun externe Mäuse und Tastaturen unterstützt Apps Neue Apps sind unter anderem: - Erste Schritte-App - Office für Windows 10 mit Excel, OneNote, PowerPoint und Word - Preview Music - Preview Video - Windows Store beta - Xbox App |
| 10.0.12634.131 (Build 10136)  | Fast ring: 16. Juni 2015 | Oberfläche - Der Schnellzugriff mit den Anfangsbuchstaben in der App-Liste ist nun nicht mehr in Kleinbuchstaben, sondern in Großbuchstaben gehalten - Viele UI-Verbesserungen - Das Einstellungsmenü ist nun im Split-view-Modus gehalten, sofern man ein Gerät mit größerem Display in das Querformat dreht Benutzererfahrung - Es ist nun möglich, ausschließlich das 3G-Netz zu nutzen - Verbesserungen beim Sprachassistenten Cortana - Es ist nun auf Geräten mit > 5 Zoll Bildschirmdiagonale möglich, den Startbildschirm durch das Halten der Windows-Taste zur besseren einhändigen Bedienbarkeit runterzuziehen - Ein festes Suchfeld ersetzt den Such-Button in der App-Liste - Der Energiesparmodus zeigt nun konkrete Informationen über die Batterienutzung an, wie z. B. die Batterienutzung durch einzelne Apps oder durch die Displaybeleuchtung, Prozessor und mobile Datenübertragung - Es ist nun möglich, OneDrive für bestimmte Apps zu deaktivieren Apps - Der Internet Explorer wurde entfernt - Der neue Browser Project Spartan unterstützt nun InPrivate-Browsing - Project Spartan zeigt nun sichere Webseiten in Form eines Symbols an - Project Spartan unterstützt nun die Videowiedergabe im Vollbild-Modus - Es wurde der Einstellungspunkt „Speichern als“ für Bilder in Project Spartan eingeführt. Dort lässt sich u. a. das Format, in dem das Bild auf dem Smartphone gespeichert werden soll, auswählen. Unterstützung neuer Technologien - VPN Point to Point Tunnelling Protocol (PPTP) und Secure Socket Tunnelling Protocol (SSTP) - Digitale Videostabilisation |
| 10.0.12648.133 (Build 10149)  | Fast-Ring: 25. Juni 2015 Slow-Ring: 8. Juli 2015                                                                                        | Oberfläche - Neue Icons und visuelle Effekte Benutzererfahrung - Taschenlampen-Button im Benachrichtigungscenter - Es können nun Ruhezeiten, in denen das Gerät lautlos sein soll, auf Cortanas Notizblock hinterlegt werden - Neue Option für das Aktivieren eines Benachrichtigungsfeldes auf dem Sperrbildschirm - Download-Limit für 3G-Netze deaktiviert Apps - Project Spartan wurde in Microsoft Edge umbenannt - Einstellung in Microsoft Edge ergänzt, mit der bestimmt werden kan, ob eine Webseite in mobiler oder in der klassischen Ansicht angezeigt werden soll - Die Adresszeile des Browsers befindet sich nun wieder unten - OneDrive sichert nun alle fotografierten Bilder automatisch - Die Fotos-App unterstützt nun Grafiken im .gif-Format - Die Fotos-App enthält nun verschiedene Alben Unterstützung neuer Technologien - Die integrierte Kamera-App unterstützt nun Gesichtserkennung - HTTP Live Streaming |
| 10.0.10166.0                  | Fast-Ring: 10. Juli 2015 Slow-Ring: 22. Juli 2015                                                                                       | Benutzererfahrung - Der Windows Phone Store wurde entfernt - Der universelle Windows Store wurde in der finalen Version hinzugefügt - Das Batterie-Symbol auf der Oberseite des Displays wurde vergrößert Security - Benutzer, die ihre PIN zu oft falsch eingegeben haben, werden nun aufgefordert, A1B2C3 einzugeben, um einer Notwendigkeit eines Hard Reset entgegenzuwirken - Möglichkeit, seine PIN mithilfe seines Microsoft-Accounts nach fünf fehlgeschlagenen Eingabeversuchen zurückzusetzen Bugfixes - Die App-Kompatibilität wurde verbessert - Verbesserte Zuverlässigkeit von App-Downloads und Updates aus dem Windows Store - Behebung eines Problems, das dazu führte, dass nach einem Update der Migrationsbildschirm mit dem Fortschrittsbalken nicht mehr angezeigt wurde und das Gerät stattdessen für 10 Minuten im Sperrbildschirm einfror |
| 10.0.10512.1000               | Fast-Ring: 12. August 2015 | Benutzererfahrung - Das Bild im Sperrbildschirm kann nun direkt in der Fotos-App eingestellt werden - Verbesserung des Layouts der Kacheln in der Kinderecke - Verbesserte Zuverlässigkeit der Benachrichtigungen von Data Sense Bugfixes - Allgemeine Stabilitäts- und Geschwindigkeitsverbesserungen - Behebung eines Problems, das dazu führte, dass auf der SD-Karte installierte Apps nach einem Neustart nicht mehr funktionierten - Verbesserte Texteingabe für chinesische und lettische Eingaben - Das Feature Shape writing wurde verbessert und schlägt nun seltener Kontakte statt Wörter vor - Behebung eines Problems, das dazu führte, dass die Kamera nicht mehr startete, wenn das Telefon gesperrt war - Behebung eines Problems, das dazu führte, dass es keine Benachrichtigung für ankommende Nachrichten gab - Behebung eines Problems, das dazu führte, dass der Touchscreen bei einigen Geräten nach dem Beenden eines Telefongesprächs nicht mehr funktionierte - Behebung eines Problems, das dazu führte, dass Ordner-Kacheln den Text überdeckten - Über 2.000 weitere Bugfixes |
| 10.0.10536.1004               | Fast-Ring: 14. September 2015 | Benutzererfahrung - Einhand-Modus für alle Geräte - Spracheingabe ist nun auch in Japanisch und indischem Englisch möglich Bugfixes - Behebung eines Problems, das dazu führte, dass der Startbildschirm in einer Schleife festhing - Behebung eines Problems, das dazu führte, dass die Uhr- und Datumsangabe auf dem Sperrbildschirm hing - Es ist nun wieder möglich, sein Smartphone als mobilen Hotspot zu verwenden - Multi-Touch ist nun in der Karten-App möglich - Behebung eines Problems bei den Ruhezeiten - Einfaches Update von Windows Phone 8.1 zur Windows 10 Mobile Insider Preview für alle Geräte - Ein Problem in der Zwei-Faktor-Authentifizierung wurde behoben |
| 10.0.10549.4                  | Fast-Ring: 14. Oktober 2015 | Benutzererfahrung - Cortana ist nun in Japan und für Englisch sprechende in Australien und Kanada verfügbar - Neue Emoji-Charakter - Lumia Camera ist nun wieder auf dem Nokia Lumia 1020 nutzbar - Es ist nun Vibration möglich, wenn ein ausgehender Anruf angenommen wird - Die Textbox in der Nachrichten-App kann nun vergrößert werden Unterstützung neuer Technologien - USB On-The-Go - Windows Hello |
| 10.0.10572.0                  | Fast-Ring: 20. Oktober 2015 | Benutzererfahrung - Cortana kann nun ein Uber-Taxi bestellen - Die E-Mail-Accounts sind nun im Einstellungspunkt Konten zu finden - Es ist nun möglich, SMS von einem Windows-10-PC zu senden, der mit demselben Microsoft-Account verknüpft ist - Es ist nun möglich, sich verpasste Anrufe auf einem Windows 10 PC anzuzeigen, der mit demselben Microsoft-Account verknüpft ist - Der Regler für die Transparenz der Live-Tiles stellt nun mehr ein als nur die Deckkraft - Der VPN-Schnellzugriff wurde aus dem Benachrichtigungscenter genommen - Skype-Integration in die Nachrichten- und Telefonie-App. Konversationen und Kontakte können nun mit Cortana mit einem Windows 10 PC synchronisiert werden - Cortana unterstützt nun auch indisches Englisch - Man kann nun Anrufe und Nachrichten blockieren Oberfläche - Der Einführungstext bezeichnet das Betriebssystem nicht mehr als Windows Phone oder Windows 10 Mobile, sondern als Windows 10 Apps - Die Karten-App unterstützt nun das Speichern der Kartendaten auf einer SD-Karte - Die Nachrichten-App unterstützt nun Grafiken im .gif-Format und hat nun eine Suchfunktion für bestimmte Textstellen in erhaltenen Nachrichten. Außerdem können die Nachrichten nun auf verschiedenen Geräten synchronisiert werden - Die Telefon-App hat nun eine Suchfunktion für Kontakte in der Anrufliste und zeigt an wie oft das Telefon bis zum Auflegen seitens des Anrufers geklingelt hat |
| 10.0.10581.0                  | Fast-Ring: 29. Oktober 2015 | Bugfixes - Behebung eines Fehlers in der Dual-SIM-Funktionalität - Behebung eines Fehlers, der zu einer kürzeren Batterielaufzeit führte - Behebung eines Problems, bei dem die chinesische Pinyin-Tastatur nach dem Upgrade von Windows Phone 8.1 auf Windows 10 Mobile nicht mehr funktionierte - Behebung eines Fehlers, bei dem das Anzeigen von Benachrichtigungen auf dem Sperrbildschirm für einige Apps nicht mehr funktionierte - Das „Hey Cortana“-Feature ist für einige Geräte, die von Windows Phone 8.1 geupgradet wurden, wieder verfügbar - Verbesserungen in der Autokorrektur und Wortvorschlägen - Möglichkeit, Fotos auszuwählen, um sie mit anderen Apps zu teilen - Die Videorekorderfunktion wurde verbessert - Behebung eines Fehlers bei der Synchronisation der Visual Voicemail |
| 10.0.10586.0 Version 1511 RTM | Allgemeinverfügbarkeit: 8. November 2015                                                                                                | Benutzererfahrung - Veröffentlichungsversion für das Lumia 950 XL, 950 und 550 - RTM-Version von Windows 10 Version 1511 (TH2) Unterstützung neuer Technologien - Continuum (nur für Lumia 950 und 950 XL) - Windows Hello (nur für Lumia 950 und 950 XL) |
| 10.0.10586.11                 | Fast-Ring: 18. November 2015 Slow-Ring: 20. November 2015                                                                               | Bugfixes - Behebung eines Problems, das zur Verschlechterung der Benutzererfahrung beim Systemstart bei einem Backup von einem Gerät mit niedrigerer Bildschirmauflösung auftrat - Wiederherstellung der Funktion zur Bestimmung des standardmäßigen Speicherorts - Behebung eines Problems, das zum Absturz von Apps nach dem Verschieben auf die SD-Karte führte - Verbesserung in der Nachrichten und Skype-App - Die Zuverlässigkeit von Downloads aus dem Windows Store wurde verbessert |
| 10.0.10586.29                 | Fast-Ring: 4. Dezember 2015 Slow-Ring: 4. Dezember 2015 Allgemeinverfügbarkeit: 8. Dezember 2015                                        | Bugfixes - Zusätzliche Verbesserungen in der Benutzererfahrung beim Upgrade - Verbesserte Abwärtskompatibilität zu Windows Phone 8.1-Anwendungen auf Basis von Silverlight - Die Stabilität und Geschwindigkeit von Microsoft Edge wurde verbessert. Die Autocomplete-Funktion wurde geändert, um die Abänderung von URLs zu vereinfachen - Verbesserung der Stabilität von Bluetooth-Verbindungen - Behebung von Problemen die beim Wechsel des Netzbetreiberprofils auf Dual-SIM-Geräten entstanden - Behebung eines Fehlers in den Datenprofilen, der das Versenden und Empfangen von MMS-Nachrichten unmöglich machte |
| 10.0.10586.36                 | Fast-Ring: 17. Dezember 2015 Slow-Ring: 17. Dezember 2015                                                                               | Bugfixes - Kleinere Bugfixes - Verbesserte Benutzererfahrung beim Upgrade von Windows Phone 8.1 |
| 10.0.10586.63                 | Fast-Ring: 8. Januar 2016 | Bugfixes - Allgemeine Performance- und Stabilitätsverbesserungen - Verbesserung der Akkulaufzeit - Verbesserung des Akku-Managements bei Nutzung des Iris-Scanners - Optimierte Nutzung der polnischen Tastatur in Outlook Mail - Bessere stimmgeführte Navigation im Auto über Bluetooth - Verbesserte Stabilität der Schnelleinstellungen im Benachrichtigungscenter - Verbesserung der Cortana-Anwendung mit dem Microsoft Band |
| 10.0.10586.71                 | Fast-Ring: 1. Februar 2016 Slow-Ring: 4. Februar 2016                                                                                   | Bugfixes - Performance- und Stabilitätsverbesserungen von Windows Update - Verbesserte Migration von Datenprofilen und Nachrichteneinstellungen beim Upgrade von Windows Phone 8.1 - Korrekte Übernahme der APIs von SensorCore beim Upgrade von Windows Phone 8.1 und damit korrekter Zugriff von Apps auf Bewegungsdaten - Verbesserte Erkennung von SD-Karten beim Boot und beim Einsetzen sowie im Zusammenhang mit dem Datei-Explorer - Verbesserungen in der Benutzung von Microsoft Edge, insbesondere bei PDF-Dateien - Verbesserungen der Bluetooth-Verbindung zu früher bereits gekoppelten Geräten, bei Verwendung der Navigation und bei der Benutzung von Microsoft Band - Verbesserungen in den Einstellungen beim Herunterladen von Karten oder Änderungen der Schnelleinstellungen - Behebung von DRM-Problemen bei der Neuinstallation von Groove und schnelleres Importieren von Liedern - Verbesserte Akkulaufzeit nach dem Abspielen von Musik, verpassten Anrufen bei ausgeschalteter Iris-Erkennung und beim Herunterladen von Updates - In-App-Käufe funktionieren nun auch bei ausgeschaltetem Mobilfunkzugriff - Verbesserte Zuverlässigkeit der Kinderecke |
| 10.0.10586.107                | Fast-Ring: 10. Februar 2016 Slow-Ring: 10. Februar 2016 Release-Preview-Ring: 17. Februar 2016 Allgemeinverfügbarkeit: 18. Februar 2016 | Bugfixes - Fehler behoben, bei dem nach der Systemeinrichtung auf dem Startbildschirm Kacheln fehlen konnten - Unterstützung für Mehrsprachigkeit der Vorlesefunktion verbessert - Verbesserungen bei einer Systemzurücksetzung und aktivierten BitLocker |
| 10.0.10586.164                | Slow-Ring: 8. März 2016 Release-Preview-Ring: 8. März 2016 Allgemeinverfügbarkeit: 8. März 2016                                         | Bugfixes - Verbesserung bei der Zuverlässigkeit von App-Benachrichtigungen - Verbesserungen bei der Sicherung von Textnachrichten - Behebung von Fehlern in Microsoft Edge, die dazu führten, dass Vorschläge für die Adressleiste zu spät oder dauerhaft angezeigt wurden und dass das Schließen aller Tabs nicht wie erwartet funktionierte - Behebung eines Fehlers, bei dem die Outlook Mail und Outlook Kalender-App sowie die Kontakte-App nicht auf das Microsoft-Konto zugreifen konnten - Behebung eines Fehlers, bei dem die W-LAN-Verbindung für einige Benutzer bei längerer Nutzung abgeschaltet wurde. - Behebung eines Fehlers, der die erfolgreiche Installation von Drittanbieter-Apps verhinderte - Verbesserungen bei Batterieverbrauch, Bluetooth-Verbindungen und der Zuverlässigkeit des Betriebssystems |
| 10.0.10586.218                | Release-Preview-Ring: 12. April 2016 Allgemeinverfügbarkeit: 12. April 2016                                                             | Bugfixes - Zuverlässigkeits-, Leistungs- und Stabilitätsverbesserungen - Unterstützung für Visual Voicemail auf Dual-SIM-Telefonen - Verbesserungen bei der Verbindung mit Bluetooth-Geräten - Beseitigung eines Problems, bei dem die Audiowiedergabe möglicherweise unterbrochen wurde, wenn der Bildschirm ausgeschaltet wurde - Verbesserungen zu Downloads in Microsoft Edge und Beseitigung eines Fehlers, der bei der Übergabe von Links aus Apps an Microsoft Edge dazu führte, dass die Seite nicht geladen wurde - Zuverlässigkeitsverbesserungen für die Vorlesefunktion von Cortana und Verbesserung der Benutzerfreundlichkeit für die Ruhezeiten-Funktion - Verbesserungen und Fehlerbehebungen für den Store. Insbesondere wurde ein Problem behoben, das dazu führte, dass Apps nicht installiert oder aktualisiert werden konnten - Behebung eines Fehlers, der nach dem Upgrade von Windows Phone 8.1 auf Windows 10 Mobile dazu führen konnte, dass einige App-Kacheln leer angezeigt wurden. - Verbesserungen für die USB-Verbindung zu PCs, für einige Telefone, die von Windows Phone 8.1 auf Windows 10 Mobile aktualisiert wurden. |
| 10.0.10586.242                | Release-Preview-Ring: 27. April 2016 | Vorschaurelease für die nächste stabile Version Bug fixes - generelle Kompatibilitätsverbesserungen - Zuverlässigkeit von Benachrichtigungen verbessert - Verbesserungen beim Upgrade-Prozess - Verbesserung der Anzeige der Navigationsleiste bei verschiedenen Geräten - Überarbeitete Oberfläche - verbesserte Oberfläche für die Einstellung "Datennutzung" - Problem behoben, dass SD-Karten nicht erkannt werden - neue Sommerzeit-Regelungen in verschiedenen Ländern |
| 10.0.10586.318                | Release-Preview-Ring: 10. Mai 2016 Allgemeinverfügbarkeit: 10. Mai 2016                                                                 | Bugfixes - Zuverlässigkeits-, Leistungs- und Stabilitätsverbesserungen - Beseitigung eines Fehlers, der bei ausgeschaltetem Display zu einem erhöhten Batterieverbrauch führte - Verbesserungen am Update-System - Beseitigung eines Fehlers, der dazu führte, dass nach Durchlaufen der Ersteinrichtung, nicht alle App-Kacheln auf dem Startbildschirm gezeigt wurden - Verbesserungen für die Zuverlässigkeit von USB-C-Verbindungen - Verbesserungen für Cortana, insbesondere wurde ein Problem behoben, bei dem die Musikwiedergabe nicht fortgesetzt wurde, wenn eine eingehende Textnachricht abgewiesen wurde. Außerdem wurde ein Problem behoben, bei dem Ruhezeiten nicht automatisch täglich eingerichtet wurden - Es wurde ein Problem behoben, das dazu führte, dass der Besuch bestimmter Webseiten zu einem Einfrieren oder Neustarten des Telefons führte - Es wurde ein Problem behoben, das dazu führte, dass Videoaufzeichnungen bei der Annahme eines Anrufs verloren gingen - Verbesserungen bei der Zuverlässigkeit der Internetverbindungsfreigabe und von Tethering - Es wurde ein Problem bei der Darstellung der Navigationsleiste in einigen Apps behoben |
| 10.0.10586.338                | Release-Preview-Ring: 31. Mai 2016 | Vorschaurelease für die nächste stabile Version Eine Liste der Bugfixes wurde nicht veröffentlicht. |
| 10.0.10586.420                | Release-Preview-Ring: 14. Juni 2016 Allgemeinverfügbarkeit: 14. Juni 2016                                                               | Bugfixes - Zuverlässigkeits-, Leistungs- und Stabilitätsverbesserungen - Verbesserungen für Cortana, insbesondere wurde ein Problem behoben, durch das ein Absturz verursacht wurde, wenn eine Suche durchgeführt wurde. - Es wurde ein Problem behoben, durch das es zu erhöhtem Akkuverbrauch während der Synchronisation von E-Mail-Konten mit IMAP kommen konnte. - Verbesserungen an der Karten-App - Zuverlässigkeitsverbesserungen bei der Synchronisation von Textnachrichten zwischen Telefon und der Cloud - Es für manche Telefone die Zeitspanne zwischen dem Ausblenden der Anzeige der Nachricht "Bis bald!" und dem vollständigen Abschalten des Geräts reduziert - Es wurde ein Problem behoben, das bei einigen Geräten dazu führte, dass es nicht möglich war, nach dem Upgrade von Windows Phone 8.1 wieder ein primäres Microsoft-Konto hinzuzufügen ohne das Gerät zurücksetzen zu müssen - Es wurde ein Problem behoben, das dazu führte, dass es nach einem Upgrade von Windows 8.1 nicht möglich war, Tastaturen und Sprachpakete hinzuzufügen ohne das Gerät zurückzusetzen - Die Anzahl an Tagen, die vergehen durften bis das Telefon ein Update erhält, wurde von 14 auf 7 Tage heruntergesetzt - Es wurde ein Fehler behoben, der dazu führte, dass das Telefon aufhörte zu klingeln, wenn währenddessen eine SMS einging - Es wurde ein Problem beseitigt, das dazu führte, dass die Funktion "Meinen Bildschirm projizieren" auf einigen Geräten nicht mehr funktionierte |
| 10.0.10586.456                | Release-Preview-Ring: 29. Juni 2016 | Vorschaurelease für die nächste stabile Version Bug fixes - Zuverlässigkeits-, Leistungs- und Stabilitätsverbesserungen - Es wurde ein Problem behoben, durch das auf Microsoft Silverlight basierte Apps möglicherweise nicht installiert werden konnten - Verbesserte Unterstützung der Datensicherungsfunktion für Apps - Es wurden ein Fehler beseitigt, bei dem Benutzerzertifikate für die Authentifizierung beim Upgrade von Windows Phone 8.1 auf Windows 10 Mobile eventuell verloren gingen |
| 10.0.10586.494                | Release-Preview-Ring: 12. Juli 2016 Allgemeinverfügbarkeit: 12. Juli 2016                                                               | Bugfixes (Die Liste ist identisch mit der Vorschau 10.0.10586.456) - Zuverlässigkeits-, Leistungs- und Stabilitätsverbesserungen - Es wurde ein Problem behoben, durch das auf Microsoft Silverlight basierte Apps möglicherweise nicht installiert werden konnten - Verbesserte Unterstützung der Datensicherungsfunktion für Apps - Es wurden ein Fehler beseitigt, bei dem Benutzerzertifikate beim Upgrade von Windows Phone 8.1 auf Windows 10 Mobile eventuell verloren gingen |
| 10.0.10586.682                | Allgemeinverfügbarkeit: 14. November 2016                                                                                               | Bugfixes - Zuverlässigkeits-, Leistungs- und Stabilitätsverbesserungen Im offiziellen Changelog nennt Microsoft als Changelog, die Inhalte von Build 10.0.10586.679 für die Windows Desktopversion vom 8. November 2016 als Bugfixes in dieser Version. In dieser Liste sind keine spezifischen Updates für mobile Systeme enthalten. Die dort genannten Verbesserungen sind: - Höhere Zuverlässigkeit von Windows Shell, Microsoft Edge und Internet Explorer 11. - Behoben wurde das Problem mit den japanischen Zeichen, die nach der Konvertierung durch den Eingabemethoden-Editor fehlen. - Behoben wurde das Problem, dass Systeme manchmal die Gruppenrichtlinien zur Absicherung des UNC-Zugriffs nicht anwenden, sodass Systeme bis zum Neustart gefährdet sind. - Behoben wurde das Problem mit der Proxyauthentifizierung, das zum Abbruch von Windows Update-Downloads führt. - Behoben wurde das Problem, dass Benutzer nach der Anmeldung nicht auf Netzwerkressourcen zugreifen können, nachdem sie KB3185614 installiert haben. - Behoben wurde das Problem mit dem Punktrendering in Internet Explorer 11 und Microsoft Edge. - Behoben wurde das Problem, dass Benutzer nicht zu Websites navigieren können, wenn ein Netzwerk für die Verwendung von Web Proxy Auto Discovery (WPAD) konfiguriert ist. - Behoben wurde das Problem, dass Benutzer in einer authentifizierter Proxyumgebung nicht auf den Microsoft Store zugreifen können. - Behoben wurden weitere Probleme bezüglich Unternehmenssicherheit, Internet Explorer 11, Remotedesktop, Datacenter-Networking, Windows-Shell, Filtertreiber, Access Point Name (APN)-Datenbank und Drahtlosnetzwerke. - Sicherheitsupdates für Windows-Betriebssystem, Kernelmodustreiber, Microsoft Edge, Start-Manager, Internet Explorer 11, Treiber für das gemeinsame Protokolldateisystem, Microsoft virtuelle Festplatte, Microsoft-Videosteuerung, Windows-Authentifizierungsmethoden, Windows-Datei-Manager, OpenType und Microsoft-Grafikkomponente. |
| 10.0.10586.713                | Verfügbarkeit für Unternehmen: 13. Dezember 2016                                                                                        | Bugfixes - Es wurde ein Problem behoben, bei dem gelegentlich versehentlich angezeigt wurde, dass ein über USB verbundenes Gerät repariert werden muss |
| 10.0.10586.753                | Verfügbarkeit für Unternehmen: 10. Januar 2017                                                                                          | Bugfixes - Es wurde ein Sicherheitsproblem in Microsoft Edge behoben |

### Anniversary Update – Version 1607
| Legende: | Ältere Version; nicht mehr unterstützt | Ältere Version; noch unterstützt | Aktuelle Version | Aktuelle Vorabversion | Zukünftige Version |

| Versionsnummer  | Erscheinungsdatum                                 | Neue oder verbesserte Funktionen |
| --------------- | ------------------------------------------------- | --- |
| 10.0.14267.1000 | Fast-Ring: 19. Februar 2016                       | Oberfläche - Es wurden die Animationen der Kacheln und die Aktualisierungslogik verbessert Benutzererfahrung - Es können nun 16 statt 8 Apps im Hintergrund laufen Unterstützung neuer Technologien - Cortana: Das Erkennen von Musikstücken wurden nun erleichtert - Edge: Die Eingabemethode "Word Flow" kann nun in der Adressleiste genutzt werden, vor Downloads wird nun eine Bestätigung eingeholt, Vereinfachung des Aktivierens von InPrivate-Browsing - Nachrichten und Skype: Es kann nun durch ein Tippen auf das Büroklammer-Symbol oder durch direktes Nutzen der Kamera-App ein Foto an eine Skypenachricht angehängt werden, es können nun animierte Emojis verwendet werden Bugfixes - Es wurde ein Fehler in Zusammenhang mit der Handschrifteingabe behoben, bei dem die Eingabe jedes zweiten Wortes in Eingabefeldern in Microsoft Edge ignoriert wurde - Berichtigungen bei der automatischen Akzent-Korrektur bei Verwendung der polnischen Tastatur - Es wurde ein Problem beim Ausblenden der Navigationsleiste in Apps für Windows Phone 8.1 behoben - Es wurde ein Fehler behoben, der dazu führte, dass beim Abspeichern von Videos auf einer SD-Karte, ein Großteil der Frames verworfen wurde - Die Verlässlichkeit von Tastaturen mit großen Wörterbüchern wurde verbessert |
| 10.0.14267.1004 | Fast-Ring: 24. Februar 2016                       | Unterstützung neuer Technologien - Für die Geräte Lumia 950 Dual Sim und Lumia 950 XL Dual Sim wurde die Funktion Visual Voicemail freigeschaltet Bugfixes - Es wurde ein Fehler behoben, der dazu führte, dass die Geräte Lumia 550 und 650 nicht mehr geladen werden konnten und zurückgesetzt werden mussten |
| 10.0.14283.1000 | Fast-Ring: 10. März 2016                          | Benutzererfahrung - Verbesserung in der Telefon-App: Es werden nun verpasste Anrufe und Nachrichten in der App angezeigt - Verbesserungen für Outlook-Mail und Kalender: Es ist nun möglich, den Vorschautext in der Nachrichtenliste abzuschalten; die Behandlung von unerwünschten Mails ist nun einfacher geworden; aus dem Kalender heraus ist nun direkt möglich, Verspätungsbenachrichtigungen an andere Besprechungsteilnehmer zu versenden Bugfixes - Es wurde ein Fehler behoben, der dazu führte, dass die Geräte Lumia 550 und 650 nicht mehr geladen werden konnten und zurückgesetzt werden mussten - Verbesserung bei der Darstellung der Liste "Alle Apps" - Es wurde ein Darstellungsfehler in der Lautstärkeregelung behoben, der dazu führte, dass angezeigte Musiktitel flackerten, wenn ein pausiertes Musikstück fortgesetzt oder durch ein anderes Stück ersetzt wurde - Es wurde ein Fehler behoben, der dazu führte, dass sich Geräte mit Version 14267 beim Neustart aufhängten - Es wurden diverse weitere Verbesserungen bei der Aktualisierungslogik der Kacheln vorgenommen, die unter anderem dazu führen, dass Apps schneller starten - Es wurde ein Problem behoben, das dazu führte, dass Benachrichtigungen einiger Apps unerwartet ausgeblendet wurden - Es wurde ein Problem behoben, das dazu führte, dass auf bestimmten Geräten die Animation des Hintergrundbilds beim Durchrollen des Startbildschirms stockte - Es wurde ein Fehler behoben, der dazu führte, dass die Tastatur manchmal eingeblendet wurde, wenn über die Ansicht "Alle Apps" gewischt wurde - Es wurde ein Problem bei der Anzeige von Symbolen auf Kacheln behoben, wenn die Anzeigegröße auf 350 % DPI eingestellt war. - Es wurde ein Problem bei der Formatierung der Anzeige "Weitere Nachrichten" im Info-Center behoben - Die Verbindung mit einer kabellosen Anzeige funktioniert nun über die Info-Center-Funktion "Verbinden" |
| 10.0.14291.1001 | Fast-Ring: 17. März 2016                          | Unterstützung neuer Technologien - Einführung eines Feedback-Hubs, das die Feedback-App und den Insider-Hub zusammenführt Benutzererfahrung - grundlegende Überarbeitung der ausgelieferten Karten-App Bugfixes - Behebung eines Verbindungsproblems mit älteren WEP-verschlüsselten Funknetzwerken - Texteingabe: Verbesserungen bei Erkennung längerer Wörter bei der Eingabe mittels Word Flow, Verbesserung der Geschwindigkeit bei der Eingabe längerer Texte - Die Liste aller Apps passt sich nun den Textgrößeneinstellungen an - Behebung von Fehlern bei der Auswahl von Fotos - Apps werden nun unter Extras mit korrektem Namen angezeigt |
| 10.0.14295.1000 | Fast-Ring: 25. März 2016 Slow-Ring: 30. März 2016 | Bugfixes - Es wurde ein Problem behoben, das dazu führte, dass ein Gerät nicht aus einer Sicherung wiederhergestellt werden konnte - Es wurde ein Fehler behoben, der die erfolgreiche Installation von Tastaturen und Sprachpaketen verhinderte |
| 10.0.14295.1005 | Slow-Ring: 22. April 2016                         | Eine Liste mit Bugfixes wurde nicht veröffentlicht |
| 10.0.14322.1000 | Fast-Ring: 14. April 2016                         | Oberfläche - Die individuellen Seiten in den Einstellungen erhalten nun zu jeder Einstellung ein eigenes Symbol - Die Einstellungen zum Bildschirm "Blick" wurden von Extras nach Personalisierung verschoben - Alle Akku-Einstellungen wurden an einer Stelle zusammengefasst - Für Handyupdates wurde eine Nutzungszeit eingeführt, während der Updates nicht automatisch installiert werden - Der Sperrbildschirm wurde verbessert, Elemente zur Bedienung der Medienwiedergabe werden dort nun unter anderem angezeigt Benutzererfahrung - Im Info-Center werden nun mehrere Benachrichtigungen der gleichen App unter einem Symbol angezeigt - Das Benachrichtigungslayout im Info-Center kann nun vielfältiger sein - Benachrichtigungen können im Info-Center nun priorisiert werden - Die Schaltflächen der Schnell-Aktionen im Info-Center können nun einfach per Drag and Drop angeordnet werden - diverse Verbesserungen an Cortana - Es gibt eine neue Einstellung zur Vibration bei Bedienung der Navigationsleiste - Es gibt neue Emojis - diverse Verbesserungen zu Edge - Im Feedback-Hub existiert nun eine Kommentarfunktion Unterstützung neuer Technologien - Geräte mit Unterstützung für Continuum, erlauben nun die Verwendung der meisten USB-zu-Netzwerk-Adapter Bugfixes - Es wurde einmalig das Benutzerwörterbuch zurückgesetzt - Es wurde ein Problem behoben, das zu Bildschirmflimmern führte, wenn ein Video im Vollbildmodus angezeigt wurde oder die Kamera-App zum ersten Mal gestartet wurde - Die Start-Lautstärke bei Weckern, die eine eigene Benutzermusik nutzen, wurde auf den Wert früherer Versionen eingestellt, wird jedoch schneller lauter (Berücksichtigung der Rückmeldung der Tester über das Feedback-Hub) - Es wurde ein Problem behoben, das dazu führte, dass eine während eines Anrufs eingeblendete Benachrichtigung zunächst bestätigt werden musste, bevor der Anruf beendet werden konnte - Es wurde ein Problem behoben, das dazu führte, dass eine Wiedergabe von Netflix beendet wurde, wenn die Hardware-Lautstärkeregler gedrückt wurden - Es wurden mehrere Probleme mit der chinesischen Texteingabe behoben, die zum Verlust der Eingabehistorie oder zum Absturz der Tastatur führen konnten - Es wurde ein Fehler behoben, der das Wischen zur Liste "Alle Apps" verhinderte, wenn zuvor Continuum beendet wurde - Es wurde ein Fehler behoben, der dazu führte, dass die Musikwiedergabe in einigen Fällen nach einigen Minuten beendet wurde, wenn der Bildschirm gesperrt oder abgeschaltet wurde - Es wurde ein Fehler behoben, der dazu führte, dass die Tastatur nach Eingabe des ersten Buchstabens ausgeblendet wurde, wenn die App-Leiste bedient wurde - Es wurde ein Problem behoben, das dazu führte, dass ein ungewollt durch die Autokorrektur verbessertes Wort immer wieder verbessert wurde, wenn man die Autokorrektur rückgängig gemacht hatte - Es wurde ein Fehler behoben, der dazu führen konnte, dass ein schnell hintereinander gesperrtes und wieder entsperrtes Gerät den Startbildschirm nicht anzeigte - Es wurde ein Fehler behoben, der dazu führte, dass die Tastatur schwarz angezeigt wurde, wenn bei gesperrtem Gerät, direkt aus dem Info-Center mit auf eine Nachricht geantwortet werden sollte. - Es wurde ein Problem behoben, das dazu führte, dass die Auswahl von Bing-Hintergründen lediglich zur Anzeige des Standardhintergrundes für den Sperrbildschirm führte - Es wurde ein Problem behoben, das dazu führte, dass im Task-Switcher über dem Startbildschirm kein Symbol angezeigt wurde - Es wurde ein Fehler behoben, der dazu führen konnte, dass das Telefon aufhörte zu klingen, wenn währenddessen eine SMS-Textnachricht einging - Es wurde ein Darstellungsfehler behoben, der dazu führen konnte, dass der Text auf Kacheln abgeschnitten wurde, obwohl genug Platz zur Verfügung stand - Es wurde ein Fehler behoben, bei dem die Lautstärkeregelung auch nach Trennung eines zuvor verbundenen Kopfhörers immer noch Kopfhörerlautstärke anzeigte - Die Anzeige der Benachrichtigungsbanner des Info-Centers passt sich nun der gewählten Textgröße an |
| 10.0.14327.1000 | Fast-Ring: 20. April 2016                         | Unterstützung neuer Technologien - Unterstützung von Messaging Everywhere - Die Einstellungen zum Windows-Insider Programm wurden in die Einstellungen integriert - Cortana ist nun auch in Spanisch (Mexiko), Portugiesisch (Brasilien) und Französisch (Kanada) verfügbar Benutzererfahrung - Vom Store aktualisierte Apps werden nun als Benachrichtigung im Info-Center eingeblendet - Der Bildschirm "Blick" passt sich nun den Textgrößeneinstellungen an - Es hat eine Änderung an der Autokorrektur gegeben, die es einfacher macht, die Autokorrektur für ein Wort abzuschalten Bugfixes - Edge wurde aktualisiert - Es wurde ein Fehler behoben, der dazu führte, dass Windows Hello abstürzte und das Telefon nicht mehr reagierte, wenn es zuvor zu schnell über den Einschalt-Taster gesperrt und wieder entsperrt wurde - Tastaturfehler wurden behoben - Es wurde ein Fehler behoben, der dazu führte, dass einige Apps nicht gestartet werden konnte - Es wurde ein Problem behoben, das dazu führte, dass diverse Emojis aus dem Textfeld interaktiver Benachrichtigungen nicht gelöscht werden konnten - Es wurde ein Problem mit der Internetfreigabe über Bluetooth behoben, wenn Bluetooth zuvor noch nie eingeschaltet war. - Es wurde ein Problem bei der Anzeige von Bildern auf dem Sperrbildschirm behoben |
| 10.0.14328.1000 | Fast-Ring: 22. April 2016                         | Diese Bild bringt eine große Anzahl Verbesserungen für den PC, jedoch nur sehr wenige Änderungen für Windows 10 Mobile: Oberfläche - Die Einstellungen zum Windows-Insider Programm wurden auf eine eigene Seite verlagert Benutzererfahrung - Cortana und die Suche wurden verbessert |
| 10.0.14332.1001 | Fast-Ring: 26. April 2016                         | Oberfläche - Es wurden einige Änderungen an der Oberfläche von Cortana beim Erstellen von Erinnerungen vorgenommen - Die Schnell-Aktion für die Kamera im Info-Center kann nun gedrückt und gehalten werden, um die Kamera-App zu starten Benutzererfahrung - Die automatische Helligkeitsanpassung wird auf Systemen, die dies unterstützen, nach dem Zurücksetzen oder Wiederherstellen des Telefons nun standardmäßig aktiviert - Die Zeitspanne, bis Windows verbindlich bei Nutzung von Windows Hello eine Anmeldung einfordert, lässt sich nun in den Einstellungen anpassen Bugfixes - Es wurde ein Problem behoben, das dazu führte, dass bei den Lumia-Modellen 435, 532, 535 und 540 keine Bilder mit der Kamera-App gemacht werden konnten - Es wurde ein Problem behoben, das dazu führte, dass Text in Cortana unsichtbar erschien, wenn das helle Farbschema des Betriebssystems verwendet wurde - Behebung von Eingabefehlern mit der italienischen Tastatur - Verbesserung der Leistung beim Öffnen der Einstellung "Für Entwickler" unter Update und Sicherheit - Es wurde ein Problem bei der Anzeige kyrillischer Schriftzeichen in Listenüberschriften behoben - Es wurde ein Fehler bei der Lautstärkeeinstellung behoben, der auftrat, wenn der Kopfhörer bei der Annahme eines Anrufs aus der Kopfhörerbuchse gezogen wurde und anschließend der Anruf beendet wurde - Es wurde ein Fehler behoben, der das Umbenennen eines Geräts verhinderte - Es wurde ein Anzeigefehler behoben, der dazu führen konnte, dass Statusanzeigen auf dem Sperrbildschirm von der Navigationsleiste überdeckt wurden |
| 10.0.14342.1001 | Fast-Ring: 16. Mai 2016                           | Oberfläche - In den Einstellungen wurde einige Symbole überarbeitet - Die Anzeige der Bedienelemente der Wiedergabesteuerung wurde verbessert Benutzererfahrung - Die Anzeige des Texts "Bis bald!" wird nun bis zuletzt angezeigt, wenn ein Gerät ausgeschaltet wird; dadurch lässt sich besser bestimmen, wann ein Gerät wirklich ausgeschaltet ist - Windows-Hello verhält sich nun anders wenn eine Sperrbildschirm-Verzögerung eingestellt ist Bugfixes - Es wurde ein Problem behoben, das dazu führte, dass Builds nicht installiert werden konnten - Sprachpakete sollten nun ohne Probleme installierbar sein - Es wurde ein Problem bei der Wiedergabe kopiergeschützter Medieninhalte behoben - Es wurde ein Fehler in Microsoft Edge behoben, der dazu führen konnte, dass die Buchstaben w, y und a nicht in die Adressleiste eingegeben werden konnten, wenn eine andere als die englische Tastatur genutzt wurde - Es wurde ein Fehler behoben, der zu einem Systemabsturz und einem Reboot führen konnte, wenn eine App eine Benachrichtigung sendete, für diese App jedoch die Einstellung "Benachrichtigungen auf dem Sperrbildschirm als privat behandeln" aktiviert war - Schriftgröße und -laufweite der Einstellungsseite nach Erhalt eines Updates wurden vergrößert - Die Leistung bei der Verarbeitung von Aktualisierungen der GPS-Koordinaten während des Fahrens wurde verbessert - Es wurde ein Problem behoben, das dazu führte, dass einige Apps beim Start abstürzten - Es wurde ein Problem mit der Ausrichtung der Kontextmenüs im Info-Center behoben - Es wurde ein Problem behoben, das dazu führte, dass bei den Lumia-Modellen 435, 532, 535 und 540 keine Videos mit der Kamera-App aufgenommen werden konnten und dass die erweiterten Kameraeinstellungen nicht gespeichert werden konnten - Es wurde ein Problem behoben, das dazu führen konnte, dass ein Gerät mehrfach unter "Verbinden" aufgelistet wurde - Es wurde ein Problem behoben, das dazu führen konnte, dass das schnelle zweimalige Betätigen des Einschalt-Tasters bei aktiviertem Windows-Hello zu einem schwarzen Bildschirm führte - Es wurde ein Problem behoben, das dazu führte, dass Groove Music fälschlicherweise eine Fehlermeldung ausgab, die besagte, dass eine andere App die Lautstärke-Einstellungen gerade steuere - Es wurde ein Problem mit dem Bildschirm "Blick" behoben - Es wurde ein Problem behoben, das dazu führte, dass diverse Apps auf Basis der Universal Windows Plattform beim Start abstürzten oder einfroren |
| 10.0.14342.1004 | Fast-Ring: 25. Mai 2016 Slow-Ring: 31.05.2016     | Bugfixes - Es wurden mehrere Probleme behoben, die bei einigen Geräten zu einem erhöhten Akkuverbrauch und einem Heißwerden des Geräts führten |
| 10.0.14356.1000 | Fast-Ring: 1. Juni 2016                           | Benutzererfahrung - Verbesserungen an Cortana: Cortana des Mobiltelefons kann nun Benachrichtigungen auf einem PC wiedergeben, Bilder schnell vom Telefon auf den PC übertragen und es wurde eine Animation eingeführt, die anzeigt, ob Cortana gerade zuhört; außerdem wurde die Spracherkennung nach Antippen der Mikrofonschaltfläche verbessert - Die Erzeugungslogik bei der Erstellung von Vorschaubildern wurde angepasst, um Speicherplatz zu sparen - Die Größe von Symbolen bei Benachrichtigungen wurde reduziert, damit mehr Platz für die eigentliche Benachrichtigung vorhanden ist - Es wurde ein Problem behoben, das dazu führen konnte, dass die schwarze Fläche der Tastatur nach der Eingabe der PIN für einen Moment sichtbar blieb - Datensicherungen erfassen nun auch den Transparenzgrad der Kacheln auf der Startseite - Die Schriftgröße auf den Kacheln passt sich nun der Einstellung zur erleichterten Bedienung an Bugfixes - Es wurde ein Problem im Zusammenspiel mit der Microsoft Health App behoben, das zu einem hohen Akkuverbrauch führte - Es wurde ein Darstellungsfehler am Batteriesymbol behoben, der dazu führte, dass der Bereich 75–85 % Restladung nicht korrekt angezeigt wurde - Die Schnellaktionen können nun einfacher neu angeordnet werden, außerdem stürzt die App beim Anordnen nicht mehr ab - Es wurden Fehler bei den Schnellaktionen behoben, die u. a. dazu führten, dass die Helligkeitsanpassung nicht angezeigt wurde oder nicht funktionierte - Es wurden Verbesserungen und Fehlerbehebungen am Bildschirm "Blick" vorgenommen - Es wurde ein Problem behoben, das dazu führen konnte, dass der Wecker beim Wechsel einer Zeitzone nicht aktualisiert wurde - Es wurde ein Fehler behoben, der dazu führte, dass bei einigen Geräten die Kamera mit der Kamera-Taste nicht gestartet werden konnte, so lange das Blitzlicht über die Schnellaktion als Taschenlampe aktiviert war - Es wurde ein Fehler behoben, der dazu führen konnte, dass die Tastatur bei einigen Apps auf Basis der Universal Windows Plattform nicht eingeblendet wurde - Es wurde ein Darstellungsfehler bei Emojis behoben, der dazu führen konnte, dass Emojis, die sich in unterschiedlichen Farbgebungen einfügen lassen ("Diversity Emojis") als zwei Zeichen dargestellt wurden - Es wurden Fehlerkorrekturen und Verbesserungen bei der Bereitstellung des mobilen Hotspots vorgenommen - Es wurde ein Fehler behoben, der dazu führte, dass Groove abstürzte, wenn das Hamburger-Menü der App bedient wurde - Es wurde ein Problem behoben, das dazu führte, dass die Einstellungen kurzzeitig einfroren, während eine große Anzahl von Apps auf die SD-Karte verschoben wurde - Es wurde ein Problem in Continuum behoben, das zu sehr schnellem Scrollen auf einigen TV-Geräten führte - Es wurde ein Problem behoben, das dazu führte, dass Erinnerungen nach einem Upgrade nicht zur richtigen Zeit erschienen - Es wurden Fehlerkorrekturen in Cortana vorgenommen - Es wurden Fehlerkorrekturen an der Navigationsleiste vorgenommen - Es wurden Probleme mit Bluetooth behoben - Es wurden Fehler behoben, die dazu führen konnten, dass Apps keine detaillierten Nachrichten auf dem Sperrbildschirm anzeigen konnten - Es wurden Darstellungsfehler bei der Skalierung von Spielen, die für Windows Phone 8.1 entwickelt worden waren, behoben |
| 10.0.14342.1004 | Fast-Ring: 25. Mai 2016 Slow-Ring: 31.05.2016     | Bugfixes - Es wurden mehrere Probleme behoben, die bei einigen Geräten zu einem erhöhten Akkuverbrauch und einem Heißwerden des Geräts führten |
| 10.0.14361.0    | Fast-Ring: 8. Juni 2016                           | Oberfläche - Die eingestellte DPI-Einstellung wird nun mitgesichert und wird bei der Wiederherstellung berücksichtigt - Text in den Einstellungsseiten wird nun nicht mehr abgeschnitten, sondern umgebrochen Benutzererfahrung - Diverse Verbesserungen am Info-Center: z. B. führt das Verwerfen mehrerer Benachrichtigungen nun nicht mehr zu einem Ausblenden über einen schwarzen Bildschirm - Die Bildschirmtastatur lässt sich nun auf weiteren Geräten zur Einhandbedienung zu einer Seite schieben Bugfixes - Es wurde ein Problem behoben, das dazu führte, dass das System einfrieren konnte, wenn direkt nach der Aktivierung der Sprachausgabe der Touchscreen berührt wurde - Es wurde ein Darstellungsfehler in Microsoft Edge behoben, der dazu führen konnte, dass ein grauer Balken auf der linken Bildschirmseite angezeigt wurde - Die Suche nach einem Wort auf einer Seite in Microsoft Edge führt nun dazu, dass verlässlich auch zu der Stelle des Wortes gesprungen wird - Es wurden ein Fehler behoben, der dazu führte, dass beim Anschließen des Gerätes an die Stromversorgung das Ladesignal zweifach wiedergegeben wurde - Es wurde ein Problem behoben, das dazu führen konnte, dass die Einstellungsseite zur Anmeldung mit einer PIN leer angezeigt wurde, wenn der Aufruf vom Sperrbildschirm aus erfolgte |
| 10.0.14364.0    | Fast-Ring: 14. Juni 2016                          | Oberfläche - Es wurde einige optische Korrekturen an der Einstellungs-App vorgenommen, z. B. wurde der Abstand zwischen Kontrollkästchen verändert und einige Seiten zeigen nun einen Fortschrittsindikator an, wenn das Laden der Seite länger dauert Bugfixes - Es wurde ein Darstellungsfehler behoben, der dazu führte, dass einige App-Symbole vor Benachrichtigungen nicht angezeigt wurde - Es wurde ein Darstellungsproblem der Alarm- und Uhrzeit-App behoben, bei dem es gelegentlich vorkommen konnte, dass ein Alarm immer noch als aktiv angezeigt wurde, obwohl er bereits ausgelöst und bestätigt war - Es wurde ein Problem mit Cortana behoben, das dazu führte, dass Cortana zunächst zum Entsperren des Gerätes aufforderte, bevor sie einen Text über Bluetooth vorlesen würde - Es wurde ein Absturzproblem beim Blättern in Microsoft Edge behoben - Es wurde ein Problem behoben, das beim Abkoppeln eines Bluetooth-Lautsprechers dazu führen konnte, dass das Gerät in den Vibrationsmodus gesetzt wurde |
| 10.0.14367.0    | Fast-Ring: 16. Juni 2016 Slow-Ring: 21. Juni 2016 | Oberfläche - Die Symbole für "Handyupdate" und "Update und Sicherheit" wurden angepasst, damit sie besser verständlich sind Benutzererfahrung - Der Akkuverbrauch durch Microsoft Edge im Hintergrund wurde reduziert - Die Darstellung des Info-Centers wurde überholt, sodass Text in Aufklappmenüs interaktiver Benachrichtigungen nun konsistent gleich groß angezeigt wird - Es wurden zahlreiche Verbesserungen am Info-Center vorgenommen, z. B. ist die Bezeichnung aktiver und inaktiver Schnellaktionen nun durchgängiger und die Verlässlichkeit von Toast-Benachrichtigungen erhöht - Die Darstellung der Fehlermeldung bei erfolglosem Anschluss von Zubehör wird nun nicht mehr abgeschnitten - Die Auswahl eines Buchstabens der Liste "Alle Apps" führt nun dazu, dass dieser immer oben auf dem Bildschirm und nicht mehr unten angezeigt wird worden Bugfixes - Das Querladen von Apps für Entwickler funktioniert nun wieder über Visual Studio 2015 Update 2 - Es wurde ein Darstellungsproblem behoben, das dazu führte, dass die Reihenfolge der Schnellaktionen im Info-Center mit der festgelegten Einstellung in der Personalisierung seitenverkehrt war - Es wurde ein Problem mit Cortana behoben, das dazu führte, dass keine neuen Erinnerungen mehr angelegt werden konnten und dass bestehende Erinnerungen nicht angezeigt wurden - Es wurde ein Problem behoben, das dazu führte, dass die Textauswahl-Markierungen an einigen Stellen auf Geräten mit hoher Auflösung sehr klein dargestellt wurden - Es wurde ein Fehler mit dem Stromsparmodus behoben, der dazu führte, dass der Stomsparmodus nicht aktiviert wurde, obwohl die entsprechende Benachrichtigung bei einer Restladung von 20 % bestätigt wurde - Es wurde ein Fehler behoben, der dazu führen konnte, dass Tastatureingaben in Outlook-Mail oder Word Mobile nicht korrekt erkannt wurden - Es wurde ein Problem behoben, das dazu führen konnte, dass bei Festlegung der Verbindungsgeschwindigkeit "Nur 3G" oder "Nur 3G oder 4G" lediglich 2G-Netzwerke ausgewählt wurden - Es wurde ein Problem mit dem Suchfeld und japanischer Schrifteingabe in "Alle Apps" behoben - Es wurde ein Fehler bei der Darstellung der Einstellungsseite zum Sperrbildschirm behoben, der zur Anzeige falscher Daten während des Ladevorgangs der Seite führen konnte - Es wurde ein Problem behoben, das dazu führen konnte, dass die Ruhezeiten bei manueller Aktivierung über die Schnelleinstellung unerwartet wieder abgeschaltet wurden - Es wurde ein Fehler behoben, der zu einer falschen Ausrichtung führte, wenn ein Beispielbild für den Sperrbildschirmhintergrund verwendet wurde und das Telefon an einen externen Monitor angeschlossen wurde - Es wurde ein Problem behoben, das dazu führen konnte, dass Tastatureingaben über Miracast doppelt erfasst wurden - Es wurde ein Darstellungsfehler mit dem Windows-Hello-Symbol behoben, der dazu führen konnte, dass das Symbol nach erfolgreicher Anmeldung nicht ausgeblendet wurde |